# Google Chromebook

Un Chromebook è un computer portatile che utilizza il sistema operativo Chrome OS basato sulla distribuzione Gentoo Linux. I dispositivi vengono principalmente utilizzati per eseguire una serie di attività utilizzando una versione adattata del browser Google Chrome, con la maggior parte delle applicazioni e dei dati che risiedono nel cloud anziché nella memoria del computer stesso.

## Descrizione

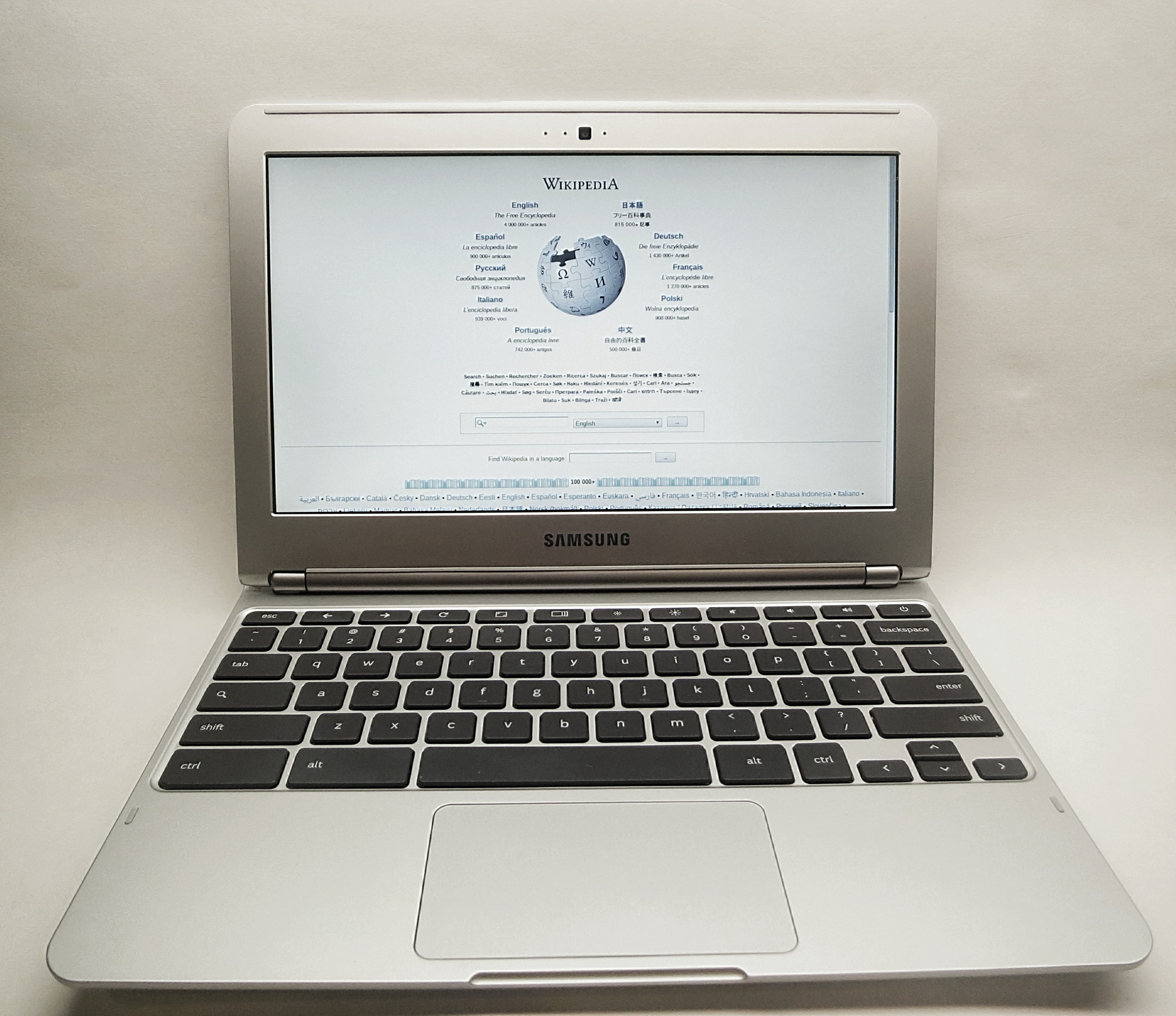
Chromebook su Samsung Series 3

Vengono venduti principalmente e direttamente da Google o anche dai partner commerciali della società. Nel 2012, le scuole erano diventate la fascia più ampia di clienti. In ottobre, Google ha ampliato la sua strategia di marketing per includere gli utenti di computer e le famiglie alla prima ricerca di un altro computer.
Nell'aprile 2017, la Electronic Frontier Foundation ha accusato Google di utilizzare Chromebook per raccogliere i dati relativi alle "informazioni personali dei bambini della scuola, comprese le ricerche su Internet", senza il consenso dei genitori, due anni dopo che il FEP ha presentato un reclamo federale contro la società.
I primi Chromebook in vendita, prodotti dalla Acer e Samsung, hanno incominciato a essere introdotti sul mercato il 15 giugno 2011. Oltre ai modelli di laptop, è stata introdotta una versione desktop, chiamata Chromebox nel maggio 2012, e un "all-in-one", chiamato Chromebase, che è stato introdotto a gennaio 2014 dalla LG Electronics.
Nel marzo 2018, Acer e Google hanno annunciato la creazione del primo tablet Chromebook: la scheda Chromebook 10. Questo dispositivo doveva competere con il mercato dei tablet Apple iPad scontati nel mercato dell'istruzione. Lo schermo con scheda 10 (9,7 pollici, risoluzione 2048 × 1536) era identico a quello dell'iPad. Il dispositivo include una penna stilo. Nessuno dei due dispositivi includeva una tastiera.
Le applicazioni di Google Workspace possono essere fruite anche quando il dispositivo è offline.